# Municipio de Aramberri
El municipio de Aramberri es uno de los 51 municipios en que se divide internamente el estado mexicano de Nuevo León. Se encuentra al sur del estado y su cabecera es la población de Aramberri. Su Índice de Desarrollo Humano es de 0.689 Medio, convirtiéndolo en uno de los municipios con menor IDH de todo el estado.

## Nombre
Originalmente se llamaba Valle del Río Blanco, pero fue rebautizado en honor al general José Silvestre Aramberri, quien participó en la Guerra de Reforma. Su nombre proviene del euskera, de las palabras haran "valle" y berri "nuevo".

## Geografía
El municipio de Aramberri se encuentra en la zona sur del territorio del estado de Nuevo León, tiene una extensión territorial de 2694.607 que equivalen al 4.2% de la superficie estatal. Sus coordenadas geográficas extremas son 23° 55' - 24° 30' de latitud norte y 99° 34' - 100° 12' de longitud oeste, su territorio, doniminado por la Sierra Madre Oriental, tiene una altitud que fluctúa entre un máximo de 3 100 y un mínimo de 600 metros sobre el nivel del mar.
Limita al norte con el municipio de Iturbide, al norte y noroeste con el municipio de Galeana, al oeste y suroeste con el municipio de Doctor Arroyo y al sur con el municipio de General Zaragoza. Al este hace frontera con el estado de Tamaulipas, limitando de norte a sur con el municipio de Mainero, el municipio de Villagrán y el municipio de Hidalgo.

### Orografía e hidrografía
La Sierra Madre Oriental atraviesa el municipio, las principales elevaciones son el Cerro El Viejo, El Cerro La Vieja y el Cerro El Niño en la parte sur; La Ventana y El Chocolate en el oriente. El Cerro de la Ascensión al norte; y los cerros El Gato y El Tigre al poniente.

## Demografía
De acuerdo a los resultados del Censo de Población y Vivienda realizado en 2010 por el Instituto Nacional de Estadística y Geografía, la población total del municipio de Aramberri asciende a 15 470 personas.

### Localidades
En el municipio se encuentran un total de 239 localidades, las principales y su población en 2010 son las siguientes:
| Localidad                 | Población |
| Total Municipio           | 15 470    |
| La Ascensión              | 2 823     |
| Aramberri                 | 2 538     |
| Sandia (Sandia el Grande) | 995       |
| La Trinidad               | 621       |
| La Soledad (Rusia)        | 439       |

## Política

### Representación legislativa
Para la elección de diputados locales al Congreso de Nuevo León y de diputados federales a la Cámara de Diputados federal, el municipio de Aramberri se encuentra integrado en los siguientes distritos electorales:
Local:
- Distrito electoral local 26 de Nuevo León con cabecera en Santiago.[9]

Federal:
- Distrito electoral federal 9 de Nuevo León con cabecera en Linares.[10]